# Olio di palma bifrazionato
L'olio di palma bifrazionato è un derivato dell'olio di palma (un olio vegetale a basso costo molto usato nell'industria alimentare) ottenuto per frazionamento e successiva raffinazione. Per l'aumentata concentrazione di acidi grassi insaturi ha il numero di iodio tipicamente superiore a 60. Il processo comporta un primo frazionamento tra palm-stearina, con numero di iodio compreso tra 30 e 45, e palm-oleina, con numero di iodio compreso tra 56 e 62. Un secondo frazionamento separa la palm-superoleina, con concentrazione di acidi grassi insaturi ancora più alta, dalla palm-oleina. Il processo, anche se la definizione "bifrazionato" fa pensare a 2 passaggi, può essere realizzato anche con un solo frazionamento. Il frazionamento si ottiene separando le componenti dell'olio che cristallizzano a bassa temperatura. La massima temperatura di fusione dell'olio di palma bifrazionato è 19 °C.

Il principale costituente dell'olio di palma bifrazionato è l'acido oleico anziché l'acido palmitico. È molto usato come olio di frittura nella ristorazione per la sua economicità.  Ha un punto di fumo alto, intorno ai 235 °C.

## Composizione
A seconda della materia prima e del processo di frazionamento è possibile ricavare un olio di palma bifrazionato con numero di iodio da 60 a 70.
Le concentrazioni di acidi grassi possono variare sensibilmente, i valori riportati in tabella sono la media del campo ammesso dal Codex Alimentarius per le super-oleine della palma.:
| acido grasso       | concentrazione(%) |
| ------------------ | ----------------- |
| acido laurico      | 0,3               |
| acido miristico    | 1,0               |
| acido palmitico    | 34,5              |
| acido stearico     | 3,65              |
| acido oleico       | 44,75             |
| acido linoleico    | 12,75             |
| acido α-linolenico | 0,6               |
| acido arachico     | 0,2               |